# Notopygos maculatus
Notopygos maculatus är en ringmaskart som beskrevs av Grube 1856. Notopygos maculatus ingår i släktet Notopygos och familjen Amphinomidae. Inga underarter finns listade i Catalogue of Life.